# Brunete
Brunete er en by og kommune i det centrale Spanien i Madrid-regionen. Den har et indbyggertal på 11.300 (2024) indbyggere.